# СШ-60

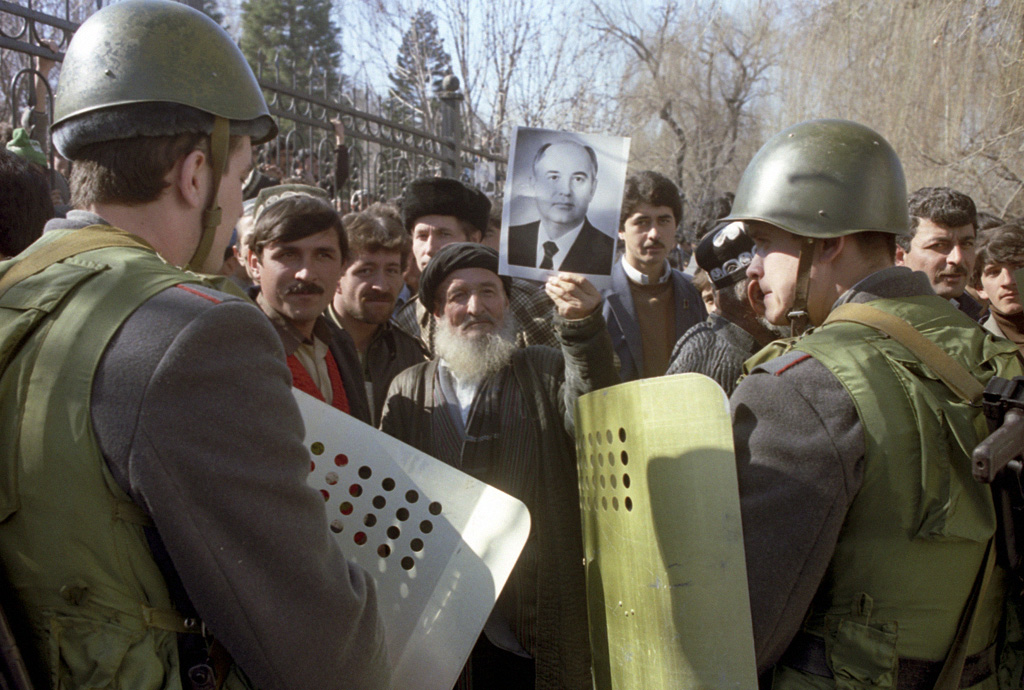
Милиционеры в СШ-40
(слева), а также СШ-60 (справа) во время беспорядков в Душанбе в 1990 году

СШ-60 (стальной шлем образца 1960 года) — стальной шлем советских военнослужащих образца 1960 года.
Принципиальных отличий от СШ-40 не имел. Форма шлема сохранилась без изменений. Изменению подверглось подтулейное устройство, состоявшее теперь из четырёх пружин, крепившихся к куполу заклёпками. Крепёж лепестков был перенесён в верхнюю часть шлема, туда же переместилась и часть заклёпок. Также на две заклёпки крепился и кожаный подбородочный ремень. По количеству заклёпок, крепящих подтулейное устройство эта модель как и последующий СШ-68 в обиходе часто именуются четырёхклёпками.  
В середине 1960-х годов к каске было разработано усовершенствованное подтулейное устройство (после завершения испытаний запатентованное в 1967 году). 
Сам шлем выпускался до 1972 года, хотя в ранее в 1968г. на снабжение был принят СШ-68.
Последующее развитие получил в модели СШ-68.